# Always (bài hát của Kuraki Mai)
"Always" là đĩa đơn thứ 9 của Kuraki Mai được phát hành vào ngày 6 tháng 6 năm 2001.

## Danh sách bài hát
Tất cả lời bài hát được viết bởi Kuraki Mai.
| CD  | CD                                             | CD         |
| STT | Nhan đề                                        | Thời lượng |
| --- | ---------------------------------------------- | ---------- |
| 1.  | "Always"                                       |            |
| 2.  | "All Night"                                    |            |
| 3.  | "Stand Up (Gomi's Disco 2001 Mix)(Radio Edit)" |            |
| 4.  | "Always (Instrumental)"                        |            |

## Bảng xếp hạng

### Oriconsales chart
| Phát hành          | Bảng xếp hạng         | Vị trí | Ngày/Tuần đầu | Tổng doanh số | Số tuần |
| ------------------ | --------------------- | ------ | ------------- | ------------- | ------- |
| 6 tháng 6 năm 2001 | Daily singles chart   |        |               |               |         |
| 6 tháng 6 năm 2001 | Weekly singles chart  | #2     | 134,370       | 219,940       | 7 tuần  |
| 6 tháng 6 năm 2001 | Monthly singles chart |        |               |               |         |
| 6 tháng 6 năm 2001 | Yearly singles chart  | #89    |               | 219,940       |         |